# Louis D'Arrigo
Louis D'Arrigo, né le 23 septembre 2001 à Ashford en Australie, est un footballeur australien qui évolue au poste de milieu défensif au Melbourne Victory.

## Biographie

### En club
Né à Ashford en Australie, Louis D'Arrigo est formé par l'Adélaïde United, où il signe son premier contrat en 2018. Le 1er mars 2019, D'Arrigo joue son premier match professionnel avec l'équipe première, face au Sydney FC, en A-League. Il entre en jeu lors de cette rencontre perdue par son équipe (2-0). Le 23 octobre 2019, il est titulaire lors de la finale de la coupe d'Australie face à Melbourne City. Son équipe s'impose par quatre buts à zéro, et il remporte ainsi le premier trophée de sa carrière. Il impressionne pour ses débuts par sa maturité et est alors considéré comme l'un des joueurs les plus prometteurs du championnat.
En décembre 2019, Louis D'Arrigo prolonge son contrat à Adélaïde United jusqu'en 2023.
D'Arrigo inscrit son premier but en professionnel le 5 mars 2021, lors d'une rencontre de championnat face au Newcastle United Jets. Il ouvre le score et son équipe s'impose par deux buts à un ce jour-là.
Le 5 septembre 2023, Louis D'Arrigo rejoint la Pologne afin de s'engager en faveur du Lechia Gdańsk. Il signe un contrat courant jusqu'en juin 2027.

### En sélection
Avec l'équipe d'Australie des moins de 23 ans, D'arrigo participe notamment au Championnat d'Asie des moins de 23 ans en 2022. Il joue cinq matchs dont quatre comme titulaire, et marque un but lors de cette compétition.

## Palmarès
Adélaïde United
- Coupe d'Australie (1) :
  - Vainqueur : 2019